# Лауко
Лауко (итал. Lauco) —  коммуна в Италии, располагается в регионе Фриули-Венеция-Джулия, в провинции Удине.
Население составляет 814 человека (2008 г.), плотность населения составляет 26 чел./км². Занимает площадь 35 км². Почтовый индекс — 33020. Телефонный код — 0433.

## Демография
Динамика населения:

## Администрация коммуны
- Официальный сайт: